# Тайр (Нью-Йорк)
Тайр (англ. Tyre) — місто (англ. town) в США, в окрузі Сенека штату Нью-Йорк. Населення — 1013 особи (2020).

## Демографія
Згідно з переписом 2010 року, у місті мешкала 981 особа в 356 домогосподарствах у складі 263 родин. Було 419 помешкань
Расовий склад населення:
| - 97,6 % — білих - 0,3 % — азіатів - 0,2 % — корінних американців |

До двох чи більше рас належало 1,4 %. Частка іспаномовних становила 1,4 % від усіх жителів.
За віковим діапазоном населення розподілялося таким чином: 26,2 % — особи молодші 18 років, 60,4 % — особи у віці 18—64 років, 13,4 % — особи у віці 65 років та старші. Медіана віку мешканця становила 40,0 року. На 100 осіб жіночої статі у місті припадало 101,9 чоловіків;  на 100 жінок у віці від 18 років та старших — 101,1 чоловіків також старших 18 років.
Середній дохід на одне домашнє господарство  становив 68 693 долари США (медіана — 54 375), а середній дохід на одну сім'ю — 81 114 долари (медіана — 66 250). Медіана доходів становила 53 839 доларів для чоловіків та 41 250 доларів для жінок. За межею бідності перебувало 12,5 % осіб, у тому числі 10,9 % дітей у віці до 18 років та 9,5 % осіб у віці 65 років та старших.
Цивільне працевлаштоване населення становило 430 осіб. Основні галузі зайнятості: виробництво — 22,1 %, освіта, охорона здоров'я та соціальна допомога — 17,0 %, будівництво — 15,1 %.